# Hipofosfito
O hipofosfito (H2PO2-) é o ânion do ácido hipofosforoso (H3PO2). Observa-se que é um ânion proveniente de um ácido monoprótico, ou seja, possui apenas um hidrogênio ionizável (ligado ao oxigênio). Os outros átomos de hidrogênio ligam-se diretamente ao átomo de fósforo por ligações sigmas (simples). E o outro átomo de oxigênio liga-se ao fósforo através de uma dupla ligação. O átomo de fósforo apresenta hibridação sp3d.
Com o hipofosfito (H2PO2-) faz-se também o Hipofosfito de Amonio e o Hipofosfito de Magnésio entre outros menos conhecidos.